# Port lotniczy North Sound Water
Port lotniczy North Sound Water – port lotniczy Brytyjskich Wysp Dziewiczych, zlokalizowany na wyspie Virgin Gorda w mieście Spanish Town.